# Leslie Ackerman
Leslie Ackerman (1956) és una actriu estatunidenca de Nova Jersey. Se la coneix pels admiradors de Star Trek per al seu paper com la cambrera atractiva en el popular Star Trek: Deep Space Nine, a l'episodi del 1996 "Trials and Tribble-ations". Aviat en la seva carrera, Ackerman feia de protagonista en la sèrie Skag de 1980. Un company de repartiment en aquella sèrie, Craig Wasson, també protagonitzava Deep Space Nine. Ha protagonitzat molts shows populars de televisió, com Barnaby Jones, The Streets of San Francisco, All in the Family, Quincy, M.E., CHiPs, Cagney & Lacey, Moonlighting i Baywatch. El 2000, escrivia, produïa i feia de protagonista en la pel·lícula What's Eating You??

## Filmografia
- Law and Disorder (1974)
- The First Nudie Musical (1976)
- Joyride to Nowhere (1977)
- Cracking Up (1977)
- Porno dur (1979)
- Blame It on the Night (1984)
- What's Eating You?